# Сан Салво
Сан Салво (итал. San Salvo) је насеље у Италији у округу Кјети, региону Абруцо.
Према процени из 2011. у насељу је живело 17123 становника. Насеље се налази на надморској висини од 39 м.

## Становништво
Према резултатима пописа становништва 2011. у општини је живело 18.848 становника.
| 1931. | 1936. | 1951. | 1961. | 1971. | 1981.  | 1991.  | 2001.  | 2011.  |
| ----- | ----- | ----- | ----- | ----- | ------ | ------ | ------ | ------ |
| 3.287 | 3.628 | 4.243 | 4.270 | 7.502 | 12.560 | 15.527 | 17.254 | 18.848 |

## Партнерски градови
- Сан Николас де Порт, Француска
- Свон, Западна Аустралија, Аустралија
- Стони Београд, Мађарска